# Air Vietnam
Air Vietnam (vietnamesisch Hãng Hàng không Việt Nam) war die staatliche Fluggesellschaft Südvietnams mit Sitz in Saigon (heute Ho-Chi-Minh-Stadt), die von 1951 bis 1975 bestand.

## Geschichte
Die Fluggesellschaft wurde noch in der Kaiserzeit unter Bảo Đại im Jahr 1951 gegründet, um Flugrouten von Air France in Südostasien zu übernehmen. Nachdem Frankreich im Indochinakrieg unterlag und sich als ehemalige Kolonialmacht immer mehr aus der Region zurückzog, wurde Air Vietnam die offizielle Airline des neu gegründeten südvietnamesischen Staates. Auch während des Vietnamkrieges transportierte Air Vietnam Millionen von Passagieren, bis sie schließlich am 30. April 1975 aufgelöst wurde, nachdem Südvietnam von nordvietnamesischen Kräften besiegt wurde.

## Flotte

### Flotte bei Betriebseinstellung
Im Frühjahr 1975 bestand die Flotte der Air Vietnam aus 18 Flugzeugen.
| Flugzeugtyp               | Anzahl | bestellt | Anmerkungen      | Sitzplätze |
| ------------------------- | ------ | -------- | ---------------- | ---------- |
| Boeing 707-300            | 1      |          |                  |            |
| Boeing 727-200            | 1      |          |                  |            |
| Cessna U206C              | 1      |          |                  |            |
| Douglas DC-3              | 7      |          |                  |            |
| Douglas DC-4              | 5      |          |                  |            |
| Sud Aviation Caravelle 6R | 1      |          | geleast von FEAT |            |
| Vickers Viscount 832      | 2      |          | geleast von FEAT |            |
| Gesamt                    | 18     | -        |                  |            |

### Zuvor eingesetzte Flugzeuge
- Bristol 170
- Douglas DC-6
- Lockheed L-749 Constellation (gemietet von Air France)

## Zwischenfälle
Von der Gründung 1952 zur Betriebseinstellung 1975 kam es bei Air Vietnam zu 16 Totalschäden von Flugzeugen. Bei 12 davon kamen 425 Menschen ums Leben. Vollständige Liste:
- Am 16. August 1954 wichen die Piloten einer Bristol 170 Mk.21E der Air Vietnam (Luftfahrzeugkennzeichen F-VNAI) auf ihrem Flug von Hanoi nach Saigon auf Grund von Triebwerksproblemen für eine Notlandung zum Flughafen Pakse (Laos) aus. Im Anflug stürzte die Maschine in einen Nebenfluss des Mekong. Auf dem Flug wurden Familienangehörige von Truppen aus dem Bereich des Roten Flusses im Norden Vietnams evakuiert; das Flugzeug war überladen. Von den 55 Insassen wurden 47 getötet, 46 Passagiere und ein Steward. Dies war der schwerste Unfall einer Bristol 170.[4][5]

- Im Jahr 1962 (genaues Datum unbekannt) wurde eine Douglas DC-4/C-54B-10-DO der Air Vietnam (XV-NUA) an einem unbekannten Ort in Südvietnam zerstört. Einzelheiten liegen nicht vor.[6]

- Am 10. November 1962 wurde eine Douglas DC-3/C-47B-25-DK der Air Vietnam (XV-NID) im Anflug 19,6 Kilometer nordnordwestlich des Flughafens Da Nang (Südvietnam) in einen 550 Meter hohen Berg geflogen. Bei diesem CFIT (Controlled flight into terrain) wurden alle 27 Insassen getötet, drei Besatzungsmitglieder und 24 Passagiere.[7]

- Am 16. September 1965 wurde eine Douglas DC-3/C-47A-90-DL der Air Vietnam (XV-NIC) nach dem Start vom Flughafen Quang Ngai (Südvietnam) 11 Kilometer nordöstlich davon abgeschossen. Alle 39 Insassen, drei Besatzungsmitglieder und 36 Passagiere, kamen ums Leben.[8]

- Am 2. April 1969 wurde eine geparkte Douglas DC-6B der Air Vietnam (XV-NUC) auf dem damaligen Flugplatz von Huế, Südvietnam, zerstört. Personen kamen dabei offenbar nicht zu Schaden.[9]

- Am 1. Mai 1969 wurde eine geparkte Douglas DC-4/C-54B-1-DC der Air Vietnam (F-BELL) auf dem Flughafen Saigon (Südvietnam) durch einen Brand zerstört. Das Flugzeug war von Air France geleast. Personen kamen nicht zu Schaden.[10]

- Am 20. September 1969 befand sich eine Douglas DC-4 der Air Vietnam (XV-NUG) auf einem Linienflug von Pleiku im Anflug auf den Flughafen Da Nang. Sie wurde von oben von einer McDonnell F-4 Phantom II der United States Air Force gerammt, die von einem Kampfeinsatz zurückkam. Die Linienmaschine stürzte in ein Feld. Von den 75 Insassen wurden 74 getötet, alle 5 Besatzungsmitglieder und 69 der 70 Passagiere, sowie 2 Bauern, die in einem Feld arbeiteten.[11]

- Am 22. Dezember 1969 kam es in einer Douglas DC-6B der Air Vietnam (B-2005) im Anflug auf den damaligen Flugplatz Nha Trang (Südvietnam) zu einer Explosion in der vor der linken Tragfläche gelegenen Toilette. Dadurch fiel das Hydrauliksystem aus, was zu einer Landung ohne Landeklappen mit hoher Geschwindigkeit führte. Nach dem Aufsetzen sprang das Flugzeug wieder hoch, überrollte nach dem zweiten Aufsetzen das Landebahnende und rammte einen Betonpfeiler sowie Unterkünfte. Die von einer taiwanischen Fluggesellschaft gemietete Maschine fing Feuer und brannte aus. Von den 77 Insassen kamen 10 Passagiere ums Leben, außerdem wurden 24 Menschen am Boden getötet.[12]

- Am 30. September 1970 wurde eine Douglas DC-3/DST-318A der Air Vietnam (B-305) im Anflug 17 Kilometer nordwestlich des Flughafens Da Nang (Südvietnam) in einen Hügel geflogen. Die Maschine war von der taiwanischen Winner Airways geleast. Bei diesem CFIT (Controlled flight into terrain) wurden alle drei Besatzungsmitglieder getötet; die 35 Passagiere überlebten den Unfall.[13]

- Am 1. November 1970 wurde mit einer Curtiss C-46D Commando der taiwanischen China Airlines (B-1543), betrieben für Air Vietnam, auf einem Strand bei Qui Nhon (Südvietnam) eine Notlandung durchgeführt. Bei der nächsten Flut wurde das Flugzeug überspült und irreparabel beschädigt. Personen kamen nicht zu Schaden.[14]

- Am 22. August 1971 wurde eine Douglas DC-3A-375 der Air Vietnam (B-304) auf dem Flughafen Kampot (Kambodscha) irreparabel beschädigt. Die Maschine war von der taiwanischen Winner Airways geleast. Über Personenschäden ist nichts bekannt.[15]

- Am 24. September 1972 stürzte eine Douglas DC-4/C-54D-1-DC der Air Vietnam (XV-NUH) bei Ben Cat (Südvietnam) in sumpfiges Gelände. Die aus Vientiane (Laos) kommende Maschine befand sich im Anflug auf den Flughafen Saigon, als sie 37 Kilometer vor dem Ziel verunglückte. Von den 13 Insassen kamen 10 ums Leben, vier Besatzungsmitglieder und sechs Passagiere.[16]

- Am 19. März 1973 stürzte eine aus Saigon kommende Douglas DC-4 der Air Vietnam (XV-NUI) im Anflug auf den Flughafen Buon Ma Thuot 6,5 Kilometer südlich davon ab. Ursache war eine Explosion im Frachtraum in der Nähe des Hauptholms. Alle 58 Insassen, 5 Besatzungsmitglieder und 53 Passagiere kamen ums Leben.[17]

- Am 17. November 1973 wurde eine Douglas DC-3/C-47B-10-DK der Air Vietnam (XV-NIE) mit dem Ziel Quang Ngai (Südvietnam) 20 Kilometer nordnordwestlich des Flughafens in einen 400 Meter hohen Berg geflogen. Die Maschine konnte auf dem plötzlich überfluteten Flughafen nicht landen und befand sich auf dem Weg zum Ausweichflughafen Chu Lai. Bei diesem CFIT (Controlled flight into terrain) wurden alle 27 Insassen, drei Besatzungsmitglieder und 24 Passagiere, getötet.[18]

- Am 20. Februar 1974 wurde eine Douglas DC-4/C-54A-5-DO der Air Vietnam (XV-NUM) auf einem Flug vom Flugplatz Quy Nhơn zum Flughafen Da Nang entführt. Der Entführer forderte, nach Dong Hoi im damaligen Nordvietnam geflogen zu werden. Die Piloten landeten jedoch in Huế, Südvietnam. Als der Entführer die Täuschung bemerkte, zündete er eine Sprengladung, wodurch insgesamt 3 Menschen getötet und ein 2 × 3 großes Loch in den Rumpf gerissen wurde. Das Flugzeug wurde irreparabel beschädigt.[19]

- Am 15. September 1974 wurde eine Boeing 727-121C der Air Vietnam (XV-NJC) auf dem Flug von Da Nang nach Saigon entführt. Im Anflug auf die als Ausweichflugplatz vorgesehene Phan Rang Air Base kam es im Endanflug zum Kontrollverlust und Absturz. Alle 75 Insassen kamen ums Leben (siehe auch Air-Vietnam-Flug 706).[20]

- Am 12. März 1975 stürzte eine Douglas DC-4/C-54D-5-DC der Air Vietnam (XV-NUJ) 25 Kilometer südwestlich von Pleiku (Südvietnam) ab. Die Maschine war auf einem internationalen Linienflug von Vientiane (Laos) nach Saigon. Alle 26 Insassen, sechs Besatzungsmitglieder und 20 Passagiere, kamen ums Leben. Aufgrund der Kämpfe im Absturzgebiet konnte das Wrack nicht untersucht werden.[21]